# Wydział Technologii Kosmicznych Akademii Górniczo-Hutniczej w Krakowie
Wydział Technologii Kosmicznych (WTK) – jeden z 18 wydziałów Akademii Górniczo-Hutniczej im. St. Staszica w Krakowie, powstały w kwietniu 2025 roku.

## Władze
- Dziekan: prof. dr hab. inż. Tadeusz Uhl
  - Prodziekan ds. Nauki: dr inż. Bartosz Sawik
  - Prodziekan ds. Rozwoju i Współpracy: dr Joanna Pyrkosz-Pacyna
  - Prodziekan ds. Studenckich: dr hab inż. Leszek Siwik[2]